# Марко Топчій
Марко Топчій (Топчі́й Марко́ Ю́рійович, 7 січня 1991, Київ, Україна) — український гітарист, багаторазовий лауреат національних та міжнародних конкурсів. Марко Топчій уже виборов 90 нагород на різних професійних міжнародних конкурсах гри на гітарі. Марко постійно гастролює, його концерти мали великий успіх у США, Японії, Мексиці, Німеччині, Італії, Іспанії, Франції, Ліхтенштейні, Португалії, Чехії, Польщі, Індії. Гітарист виступає соло і в супроводі симфонічних оркестрів. На закордонних афішах його ім'я та прізвище часто пишуть так: Marko Topchii.

## Життєпис
Марко Топчій народився в сім'ї музикантів Наталії (композитора, піаністки) та Юрія (аранжувальника) Топчіїв. Учитися грати на класичній гітарі почав у чотирирічному віці, спочатку під керівництвом Володимира Гоменюка, а згодом Бориса Бельського. У березні 2001 року в 10-річному віці Марко дебютував на своєму першому фестивалі — Всеукраїнському конкурсі гітарного мистецтва Валерія Петренка — і відтоді не припиняє концертної та конкурсної діяльності. За час навчання у школі він став учасником і неодноразово був переможцем і призером численних фестивалів і конкурсів як в Україні, так і за кордоном.
У 2004 році Марко Топчій став переможцем у старшій віковій групі (13-16 років) другого Київського дитячого музичного фестивалю «Золоті зернята України», організованого Українським фондом класичних музичних інструментів, а у 2007 році завоював звання лауреата цього фестивалю, що став уже міжнародним, вдруге. Він був переможцем Міжнародного дитячо-юнацького музичного конкурсу «Срібний дзвін» в Ужгороді (Україна, 2004—2005). У грудні 2005 року Марко Топчій завоював Першу премію (у віковій групі 11—15 років) на 12-му конкурсі щорічного Міжнародного фестивалю «Ренесанс гітари 2005», що проводився в Гомелі (Білорусь), Міжнародному конкурсі «Віртуози гітари» в Санкт-Петербурзі (Росія, 2005). У 2006 році він завоював перші премії на I Міжнародному конкурсі-фестивалі класичної гітари ім. М. Д. Соколовського в м. Києві (Україна) і Міжнародному конкурсі та фестивалі гітарного мистецтва «Дніпровські сузір'я» в Українці (Київська область, Україна), а також III Премію на Міжнародному гітарному фестивалі в Сегеді (Угорщина, 2006).
Марко Топчій брав майстер-класи у Ю. Фоміна, Н. Марунич, О. Галузевської, А. Дезідеріо, К. Маркіоне, Ж. Перуа, Д. Рассела, М. Дилли. Після закінчення музичної школи, екстерном закінчив магістратуру в Харківському національному університеті мистецтв імені Івана Котляревського у класі гітари професора, заслуженого артиста України, професора Володимира Доценка. Пізніше був асистентом-стажистом у Національній музичній академії імені Петра Чайковського, у класі заслуженого артиста України, професора Юрія Алексика.
Марко веде широку концертну діяльність як в Україні, так і за її межами. Його гру могли слухати в Італії, Німеччині, Франції, Іспанії, Португалії, США, Мексиці, Японії. Він виступає як соло, так і з симфонічними оркестрами.
28 лютого 2015 уже четвертий раз виступив з сольним концертом гітарної музики на сцені Колонної зали імені М. В. Лисенка Національної філармонії України, де вперше був запрошеним дати концерт ще у віці 18 років.
У травні 2015 на міжнародному конкурсі гітаристів Gredos San Diego в іспанській столиці Мадриді перше місце посів 24-річний українець Марко Топчій, який випередив суперників з Кореї і Японії, які зайняли друге та третє місця. Для Марка це вже 25-та, ювілейна, перемога. На конкурс до Мадриду він приїхав з Нью-Йорка, де 30 квітня виступав у концертному залі Карнегі-хол (Carnegie Hall). Після концерту (24 травня) в Німеччині він вирушив знову до США, на конкурс Паркенінга (Parkening International Guitar Competition) — один із найпрестижніших конкурсів гітаристів США і всього світу.
У 2016 році Марко Топчій знову переміг на престижному Міжнародному конкурсі імені Мауріціо Біазіні у Сан-Франциско, США (International Guitar Competition Maurizio Biasini at San Francisco Conservatory of Music) значно перевершивши інших учасників. Відомий музичний оглядач Блер Джексон (Blair Jackson) ствердив, що

| виконання «Аранхуеського концерту» для гітари з оркестром Хоакіно Родріго поставило українського артиста на голову вище за його двох найближчих суперників. |
Конкурсний виступ Марка Топчія можна переглянути на відео в часовому проміжку з 01:03:30 до 01:42:20 та з 03:37:20 до 03:43:43.
Багато відеозаписів Марка Топчія зібрані на його офіційному каналі YouTube.
Марко Топчій офіційний артист американського виробника струн для музичних інструментів та аксесуарів, головно для гітар, D'Addario.
Він стипендіат Президентського фонду «Україна» Л. Д. Кучми.

## Перемоги на конкурсах
Марко Топчій отримав безліч нагород у міжнародних змаганнях на класичній гітарі в професійній категорії у різних країнах світу і був нагороджений (станом на грудень 2017):
| 1-ша премія | 2-га премія | 3-тя премія | Спеціальні призи | Загалом |
| ----------- | ----------- | ----------- | ---------------- | ------- |
| 39          | 16          | 18          | 19               | 92      |

Починаючи з 2007 року український гітарист Марко Топчій став першим у чотирьох десятках міжнародних конкурсів, найвідоміші серед яких:
- 1-й Міжнародний фестиваль гітарної музики «Київ» у Києві, (Україна, 2007)[11]
- 3-й Міжнародний конкурс гітарного виконавського мистецтва «Дніпровські сузір'я» у м. Українка, (Україна, 2008)[11]
- 3-й Міжнародний конкурс гітарного мистецтва «ГітАс» у Києві, (Україна, 2009)[11]
- 6-й Європейський конкурс класичної гітари ім. Енріко Меркаталі у Гориції, (Італія, 2009)[12]
- 3-й Міжнародний гітарний конкурс і фестиваль у Гайнсберзі, (Німеччина, 2009)[13]
- 18-й Міжнародний гітарний конкурс в Моттоллі, (Італія, 2010)[14]
- 12-й фестиваль гітарного мистецтва Guitar Art у Белграді, (Сербія, 2011)[15]
- 12-й Міжнародний гітарний конкурс Ville d'Antony в Антоні, (Франція, 2011)[16]
- 6-й Міжнародний гітарний конкурс Ligita в Ешен, (Ліхтенштейн, 2011)
- 13-й Міжнародний гітарний конкурс в Сернанселі, (Португалія, 2011)[17]
- 3-й Міжнародний гітарний конкурс імені Роберта Відаля в Барбезьє, (Франція, 2011)[18]
- 4-й Міжнародний гітарний конкурс ім. Фердинанда Каруллі в Римі, (Італія, 2012)[19]
- 5-й Міжнародний конкурс Claxica в Кастель-д'Аяно, (Італія, 2013)
- 1-й Міжнародний конкурс ім. Віктора Пеллегріні в Лозанні, (Швейцарія, 2013)[20]
- 42-й Міжнародний гітарний конкурс ім. Фернандо Сора в Римі, (Італія, 2013)[21]
- 6-й Міжнародний гітарний конкурс Guitarra Culiacán в Кульякані, (Мексика, 2013)[22]
- 12-й щорічний гітарний конкурс і фестиваль у Далласі, (США, 2013)[23]
- 56-й Міжнародний конкурс у Токіо, (Японія, 2013)[24]
- 1-й Міжнародний гітарний фестиваль і конкурс у Джакарті, (Індонезія, 2014)[25]
- 7-й Міжнародний гітарний конкурс «Руджеро К'єза — Чітта ді Камольї», (Італія, 2014)[26]
- 3-й Міжнародний фестиваль гітари у Чанші, (Китай, 2014)[27]
- 6-й Міжнародний гітарний конкурс у Тайпеї, (Тайвань, 2014)[28]
- 6-й Міжнародний гітарний конкурс Джоан Фаллети у Баффало, (США, 2014)[29]
- 5-й Міжнародний гітарний конкурс Gredos San Diego у Мадриді, (Іспанія, 2015)[30]
- 3-й Міжнародний конкурс гітаристів Мауріціо Біасіні у Сан-Франциско, (США, 2016)[31]
- 50-й Міжнародний конкурс класичної гітари імені Мікеле Пітталуги у місті Веццано, (Італія, 2017)[32]
- Міжнародний конкурс гітаристів у Будапешті, (Угорщина, 2017)[33]